# Erik Paulsen
Pour les articles homonymes, voir Paulsen.
Erik Paulsen, né le 14 mai 1965 à Bakersfield (Californie), est un homme politique américain, représentant républicain du Minnesota à la Chambre des représentants des États-Unis de 2009 à 2019.

## Biographie

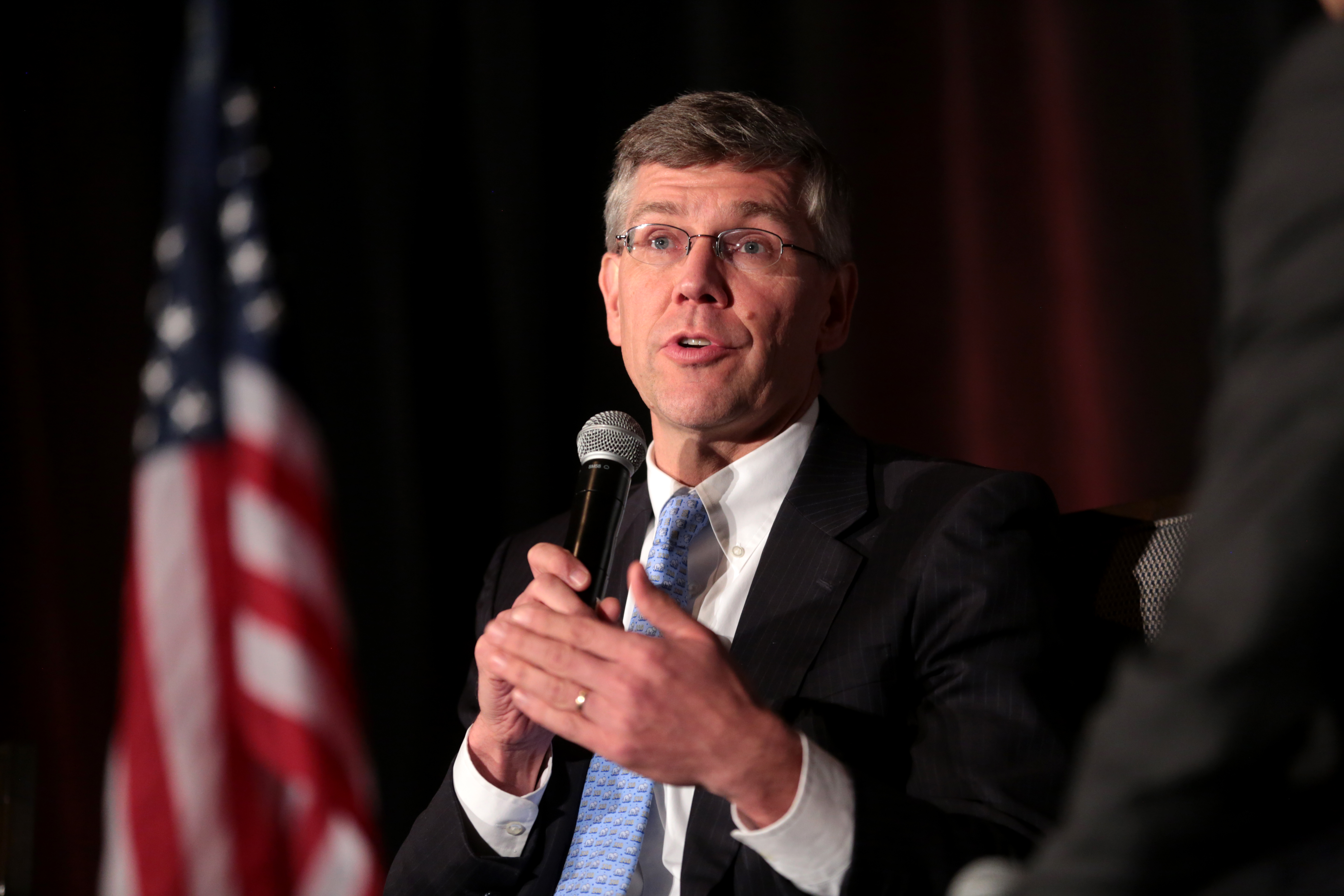
Paulsen en 2018.

Erik Paulsen est élu à la Chambre des représentants du Minnesota de 1995 à 2008. Il dirige la majorité républicaine de la Chambre à partir de 2003.
Il se présente en 2008 à la Chambre des représentants des États-Unis dans le 3e district du Minnesota, dans la banlieue de Minneapolis. Le district, représenté depuis des années par le républicain modéré Jim Ramstad (en), est une cible des démocrates. Sans opposant lors des primaires, Paulsen affronte le démocrate Ashwin Madia, avocat et vétéran de la guerre d'Irak. L'élection est considérée comme serrée. Paulsen est élu représentant avec 48,5 % des voix contre 40,9 % pour Madia et 10,6 % pour David Dillon de l'Independence Party of Minnesota.
Dans un district qui a pourtant voté pour Barack Obama en 2008 et 2012, il est réélu en 2010, 2012 et 2014 avec des scores compris en 58 et 62 % des suffrages.
Il est candidat à un nouveau mandat en 2016. Dans une élection serrée avec la sénatrice Terri Bonoff, il annonce en octobre qu'il ne votera pas pour le républicain Donald Trump, donné largement battu par Hillary Clinton dans son district. Il est réélu avec près de 57 % des voix tandis que Clinton devance Trump de neuf points dans le district.
Paulsen est une nouvelle fois une cible des démocrates lors des élections de 2018. Le représentant met en avant son travail bipartisan, ses différences avec Trump (notamment en matière de libre-échange) et son vote en faveur d'une réduction des impôts. Son opposant démocrate, Dean Phillips, l'attaque pour avoir voté l'abrogation de l'Obamacare et les baisses d'impôts tout en recevant d'importantes sommes d'argent d'entreprises privées. Alors que la plupart des sondages le donnent perdant, Paulsen perd effectivement son siège en ne rassemblant que 44 % des suffrages face à Phillips (à 56 %).

## Positions politiques
Erik Paulsen est considéré comme conservateur sur les questions de société et pragmatique sur les questions économiques.